# Бендерский 132-й пехотный полк
132-й пехотный Бендерский полк — пехотная воинская часть Русской императорской армии. Входил в состав 33-й пехотной дивизии.
Полковой праздник: 9 мая.
Старшинство — с 29 октября 1811 года.

## Формирование и кампании полка

### Тарнопольский пехотный полк
29 октября 1811 года из двух рот Углицкого, трёх Московского, двух Архангелогородского и роты Казанского гарнизонных полков был сформирован в Москве трёхбатальонный Тарнопольский пехотный полк.
В Отечественную войну 1812 года Тарнопольцы принимали участие в боях на Шевардинском редуте и при Бородине, где находились на Семёновских флешах.

### Житомирский полк
5 октября 1815 года Тарнопольский полк был назван Житомирским пехотным полком. 28 января 1833 года полк был переименован в егерский. Житомирцы принимали участие в Венгерской кампании 1849 года и в обороне Севастополя.

### Бендерский полк
6 апреля 1863 года из 4-го резервного батальона и бессрочно-отпускных сформирован двухбатальонный Житомирский резервный пехотный полк, переименованный 13 августа в Бендерский пехотный полк, тогда же в полку было установлено сформировать и 3-й батальон. 25 марта 1864 года полк получил № 132. Старшинство Бендерского полка установлено считать с 29 октября 1811 года, то есть со времени сформирования Тарнопольского полка.
Во время русско-турецкой войны 1877—1878 годов Бендерский полк входил в состав Рущукского отряда и наиболее видное участие принял в бою у Кацелево-Аблова. Здесь 5 русских батальонов (в том числе 2-й и 3-й батальоны Бендерского полка) боролись против 40 турецких в течение 9 часов.
В 1879 году Бендерский полк переформирован в четыре батальона.

## Знаки отличия полка
- Георгиевское знамя с надписью «За Севастополь в 1854 и 1855 гг. и за Аблову 24 августа 1877 г.». Первая часть надписи пожалована бывшему 4-му резервному батальону Житомирского полка Высочайшими приказами от 30 августа 1856 года и 15 августа 1863 года; вторая часть — 2-му и 3-му батальонам Бендерского полка
- Поход за военное отличие:
  - «3а Отечественную войну», пожалован 13 апреля 1813 года Тарнопольскому полку
  - «За усмирение Трансильвании», пожалован 25 декабря 1849 года 4-му батальону Житомирского полка
- Георгиевские серебряные трубы с надписью «За Аблову 24 августа 1877 г.», пожалованные 12 октября 1878 года.

## Командиры Бендерского полка
Командиров Тарнопольского и Житомирского полков см. в соответствующей статье.
- 21.04.1863 — 18.01.1865 — полковник Годорожий-Чиколенко, Павел Семёнович
- 18.01.1865 — 15.01.1866[1] — полковник Краммер, Карл Гендригович
- 15.01.1866 — хх.хх.1870 — флигель-адъютант полковник Тимофеев, Алексей Алексеевич
- 03.12.1870 — 20.09.1877 — полковник Назимов, Владимир Николаевич
- 20.09.1877 — 22.11.1879 — полковник Шелковников, Владимир Яковлевич
- 22.11.1879 — 20.12.1881 — полковник Голубев, Фёдор Фёдорович
- 20.12.1881 — 25.10.1889 — полковник Иванов, Николай Дмитриевич
- 12.11.1889 — 14.01.1898 — полковник Рехенберг, Николай Александрович
- 26.01.1898 — 31.10.1899 — полковник Полторжицкий, Иосиф Сулейманович
- 31.10.1899 — 15.01.1904 — полковник Юргенс, Константин Данилович
- 07.02.1904 — 30.06.1907 — полковник Толмачёв, Иван Николаевич
- 30.06.1907 — 12.12.1913 — полковник Иванов, Николай Григорьевич
- 18.01.1914 — 17.12.1915 — полковник Чернов, Николай Павлович
- 17.12.1915 — 08.02.1917 — полковник Котельников, Александр Андреевич
- 08.02.1917 — хх.хх.хххх — полковник Рябчевский, Иван Николаевич

## Известные люди, служившие в полку
- Егоров, Александр Ильич, командовал ротой и батальоном 132-го пехотного Бендерского полка в годы первой мировой войны.
- Заславский, Иероним Иванович — старший врач полка, доктор медицины.
- князь Макаев, Илья Захарович — генерал-майор.
- Цыгальский, Михаил Викторович — генерал-майор.